# Solariella infundibulum
Solariella infundibulum är en snäckart som först beskrevs av Watson 1879.  Solariella infundibulum ingår i släktet Solariella och familjen pärlemorsnäckor. Inga underarter finns listade i Catalogue of Life.